# Апіон (граматик)
Апіон (20-ті роки до н. е. — близько 45-48 року н. е.) — греко-єгипетський граматик, софіст.
Апіон народився в єгипетський оазі Сива. Його ім'я, швидше за все, походить від імені єгипетського бога Апіса, що вказує на його єгипетське походження. Сам Апіон стверджував, що він народився в Александрії, але ймовірно, він лише переїхав туди, де і вчився. Коли Теон, голова гімнасії в Александрії помер, Апіон став його наступником на цій посаді. У 40-му році під час міжобщинних зіткненнь у Єгипті входив до складу делегації, яка захищала перед імператором Калігулою сторону грецької громади. Суперечки були присвячені статусу александрійських євреїв. З цього приводу Апіон виступив з великою промовою проти євреїв. У результаті Калігула став на бік грецької делегації.
З цього приводу римсько-єврейський історик Йосип Флавій написав трактат, що розповідає про давність єврейського народу — «Проти Апіона». А Апіон залишився жити в Римі та відкрив там школу, у якій навчався Пліній Старший, і викладав риторику в Римі за правління імператора Клавдія. Приблизно в 45-48 роках Апіон «помер від загноєння в страшенних муках».
Апіон написав ряд робіт, з яких жодна не збереглася повністю. Відомо про його п'ятитомні «Історії Єгипту», а також історія «про раба Андрокла й лева» з його книги «Чудеса Єгипту». За словами Авла Геллі, Апіон «відзначався великою начитаністю» й мав прізвисько «Плістонік». Відомо, що він коментував поему Гомера «Іліада».
Повторивши звинувачення проти євреїв своїх попередників (Манефон, Лісімах, Посідоній, Молон), Апіон намагався також звинуватити євреїв у людських жертвопринесеннях і канібалізмі. В одній з книг Апіон написав, що сирійський цар Антіох Епіфан був у Єрусалимському храмі, і там до нього звернувся грек, який стверджував, що його спеціально відгодовують для подальшого вбивства й поїдання. Йосип Флавій висміяв цей твір, вказавши, що в юдаїзмі немає людських жертвопринесень, і те, що в описуваній частини храму язичника-грека просто не могло бути. Проте, ця легенда набула широкого поширення й згодом стала основою для кривавого наклепу.